# Фейра ди Сантана
Фейра ди Сантана е град — община в щата Баия, североизточна Бразилия. Населението му е 700 000 жители (прибл. оценка). Намира се на 115 км северозападно от Салвадор, столицата на щата, на 286 м н.в. Пощенският му код е 44000-000, а телефонния +55 75. Фейра ди Сантана е вторият създаден град в щата си и трийсет и първият в Бразилия. Градът е на път на търговци между столицата на щата и пристанищните градове. Фейра ди Сантана разполага с университет.